# Antaea
Antaea is een geslacht van vlinders van de familie tandvlinders (Notodontidae).

## Soorten
- A. jaraguana Franclemont, 1942
- A. juturna Cramer, 1780
- A. licormas Cramer, 1779
- A. lichyi Franclemont, 1942
- A. omana Schaus, 1906